# Nentmannsdorf
Nentmannsdorf ist ein Ortsteil von Bahretal im Landkreis Sächsische Schweiz-Osterzgebirge.

## Geographie

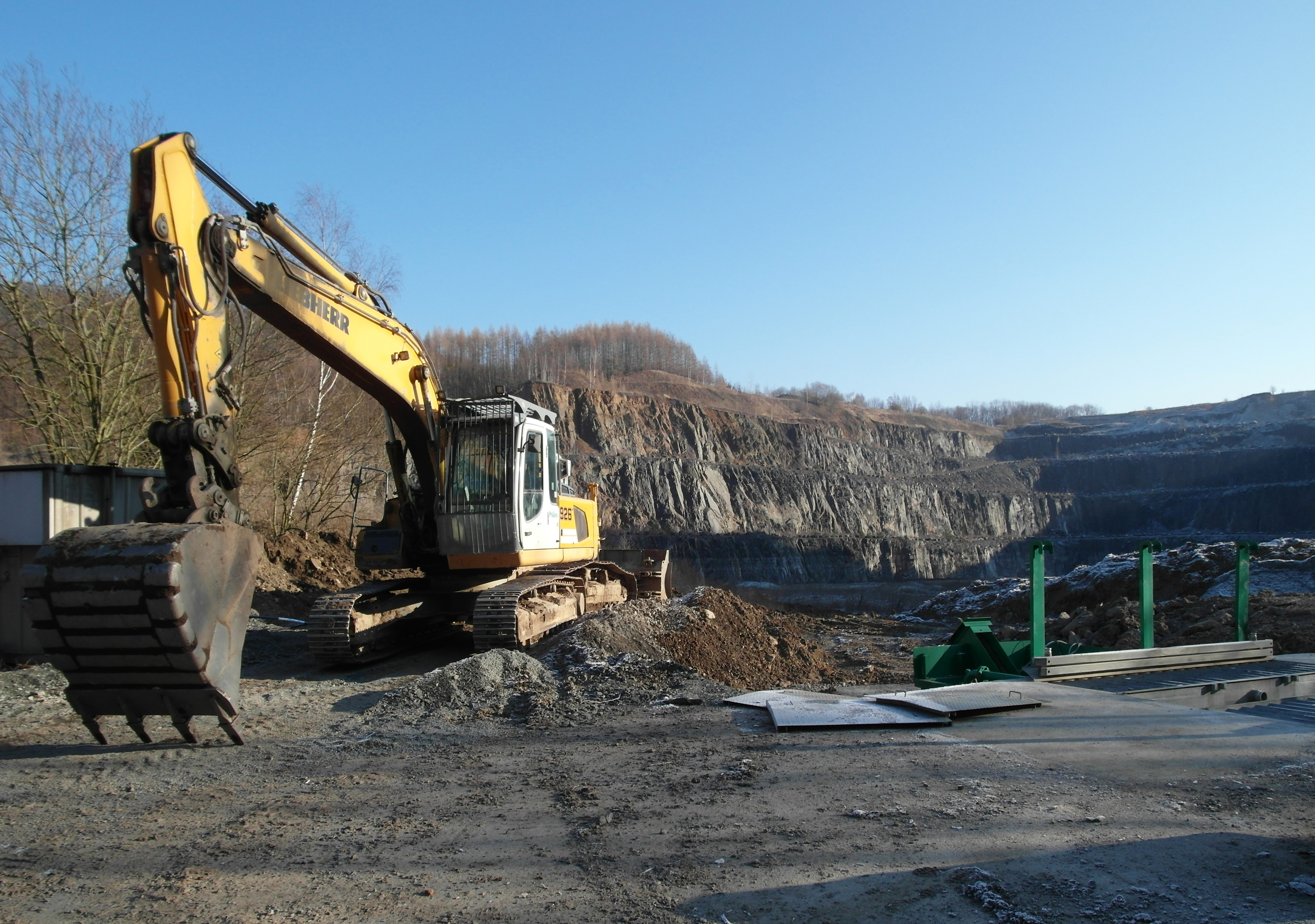
Hornblendebruch Nentmannsdorf (Amphibolite)

Nentmannsdorf liegt südöstlich der sächsischen Landeshauptstadt Dresden im Nordwesten der Gemeinde Bahretal, die sich wiederum im Zentrum des Landkreises Sächsische Schweiz-Osterzgebirge befindet. Das Waldhufendorf liegt auf der Nordabdachung des östlichen Erzgebirges im Elbtalschiefergebiet. Die Ortslage befindet sich am Nentmannsdorfer Bach in einer orografisch rechten Seitenmulde des Tals der Seidewitz. Das Ortsbild prägen mehrere große Dreiseithöfe. Zum Ortsteil gehört auch die südlich gelegene Siedlung Laurich. Im Hartsteinwerk Nentmannsdorf, einem ausgedehnten Steinbruch im Seidewitztal im äußersten Norden der Flur, baut die Sächsische Baustoffunion (SBU) Dresden Amphibolit ab. Randbereiche der Gemarkung, insbesondere die Hänge am Seidewitztal im Westen, sind bewaldet. Ein großer Teil der 411 Hektar umfassenden Flur dient landwirtschaftlichen Zwecken.
Mit Borna im Süden, Friedrichswalde im Osten sowie der Niederseidewitzer Flur mit Oberseidewitz im Nordosten grenzen weitere Bahretaler Ortsteile an. Der Liebstädter Ortsteil Biensdorf ist westlich benachbart. Im Seidewitztal grenzen zudem im Nordwesten der Müglitztaler Ortsteil Burkhardswalde sowie im äußersten Norden der Dohnaer Ortsteil Meusegast an.
Die wichtigste Straße auf Nentmannsdorfer Flur ist die Seidewitztalstraße, die als Staatsstraße 176 Liebstadt mit Pirna verbindet. Von ihr zweigt die Kreisstraße 8732 ab, die den Ortskern erschließt und östlich des Ortes in die Kreisstraße 8760 einmündet, die wiederum unter dem Namen Hohe Straße Zuschendorf über Niederseidewitz und Nentmannsdorf mit dem Liebstädter Ortsteil Herbergen verbindet. Die Kreuzung mit der Kreisstraße 8760 ist zudem der Beginn der Staatsstraße 170n, an der sich unmittelbar östlich von Nentmannsdorf die Anschlussstelle Bahretal der Bundesautobahn 17 von Dresden nach Prag befindet. Nentmannsdorf ist der einzige westlich der Autobahn gelegene Ortsteil Bahretals. Die Staatsstraße umgeht in Richtung Osten die Bahretaler Ortsteile Friedrichswalde und Ottendorf nördlich und verbindet Nentmannsdorf mit dem Dohmaer Ortsteil Cotta. Nentmannsdorf ist an das Busnetz des Regionalverkehrs Sächsische Schweiz-Osterzgebirge (RVSOE) angeschlossen.

## Mit Nentmannsdorf verbundene Persönlichkeiten
- Günter Hein (* 1947), Maler und Grafiker, lebt und arbeitet seit 1997 im Ort

## Trivia
1872 wurde in der Nähe von Nentmannsdorf ein 12,5 Kilogramm schwerer Eisenmeteorit gefunden. Er wurde als Typ IIAB klassifiziert und unter dem Namen „Nenntmannsdorf“ registriert.